# Andrew Bogut
Andrew Michael Bogut és un jugador de bàsquet australià. Va néixer el 28 de novembre de 1984 a Melbourne. És fill de croates emigrants a Austràlia. Mesura 2,13 metres, i juga de pivot.
Ha jugat als Milwaukee Bucks, els Golden State Warriors i els Dallas Mavericks. El febrer de 2017 va ser traspassat als Philadelphia 76ers, que posteriorment el donarien de baixa.